# الكهرباء في العراق
الكهرباء في العراق مشكلة كبيرة تعاظمت من جراء الحروب، والفساد الإداري والمالي والتخريب، حتى سنة 2023 كانت حاجة العراق قد بلغت نحو 35 ألف ميغاواط مِن الكهرباء، في حين لا يُنتج العراق إلا نحو 26 ألف ميغاواط، ويزداد العجز في الشتاء والصيف وفي سنة 2021 ذكرَ مصطفى الكاظمي رئيس وزراء العراق أن العراق أنفق نحو 81 مليار دولار على قطاع الكهرباء منذ سنة 2003، وقال "لكن الفساد كان عقبة قوية أمام توفير الطاقة للناس بشكل مستقر، وهو إنفاق غير معقول دون أن يصل إلى حل المشكلة من جذورها"، أُنشئت الكهرباء بالعراق سنة 1917 في أثناء الاحتلال الإنكليزي للعراق، إذ نصبَ الإنكليز مولد كهرباء له محركات ديزل ذات قدرة واطئة وتوتر 200 فولت، في بناية خان دلة، كان الغرض منها توفير الكهرباء للقوات الإنكليزية المحتلة وبعض الدور القريبة منها، ثم نُصبت محركات ديزل بعدئذٍ في منطقة السراي حيث القشلة وفي باب المعظم حيث مستشفيات حكومية، وفي الكرادة الشرقية حيث معسكر الرشيد الذي كان اسمه معسكر الهنيدي، وفي سنة 1917 كانت إنارة شارع الرشيد أول شارع تصل إليه الإنارة، وفي سنة 1918 ازداد الطلب للكهرباء فبدأ منح مقادير محددة لمن يرغب في إنارة بنايته ومسكنه، ونُصبت في منطقة القاطر خانة ثلاثة وحدات للكهرباء ذات محركات بخارية وتوتر 3.3 ك.ف تيار متناوب، ثم نصبت معدات تحويل في منطقة العبخانة ومستشفى المجيدية ومنطقة العلوية لإمداد المشتركين بتيار مستمر ذي 400+ فولت، ثم مُدّت أسلاك تحت الماء قريباً من جسر الشهداء إلى صَوب الكرخ غرب بغداد، وفي سنة 1927 نُصبت أعمدة تحمل أسلاك الكهرباء إلى شارع الجعيفر ومنطقة علاوي الحلة، وفي سنة 1925 نالَ مصطفى الأعظمي امتيازاً لتأسيس مشروع الكهرباء في الأعظمية، وفي 1928 مُنح امتياز توليد الكهرباء إلى شركة التنوير والقوة الكهربائية المحدودة لمدينة بغداد، وفي كانون الثاني سنة 1934 أكملت شركة الكهرباء إنارةَ جميع أسواق العاصمة التي كانت قبلئذٍ تُنارُ بمصابيح نفطية، وفي سنة 1939 نُقلت ملكية مشروع كهرباء الأعظمية إلى شركة التنوير والقوة، وفي سنة 1926م بدأ مشروع الكهرباء في قضاء بعقوبة، بالتعاقد مع المستثمر دولت إلياس لإنارة شوارع بعقوبة ودوائرها الحكومية، وفي 21 حزيران سنة 1921 أُسس مشروع كهرباء لقضاء الكوت، وفي سنة 1958 أُمّمت شركة التنوير وصارت دائرة حكومية اسمها مصلحة كهرباء بغداد،  وزعت الكهرباء في مدينة الموصل في أوائل سنة 1924 إذ زُوّدت بمحطة كهرباء يمتلكها محمد الصابونجي ويدير المحطة عبد الستار أسعد الذي ذُكر أنه أول عامل كهرباء بالموصل، وحينئذٍ كان عدد المشتركين هناك 800 أو 1000 مشترك، وساهمت بلدية الموصل بخمسمئة مصباح لإنارة شوارع المدينة، وفي سنة 1933 أُلغيت تلك المحطة وشرعت البلدية بتوزيع الكهرباء

خط كهرباء حراري مُخرب بعبوات ناسفة في مدينة حديثة سنة 2023

وفي سنة 1918 كان استعمال الكهرباء بالبصرة مقتصراً على جيش الاحتلال الإنكليزي فكانت حينئذٍ لهم مولدات ديزل صغيرة الحجم والكفاءة في قاعدة الشعيبة وفي المناطق النفطية والميناء، وفي سنة 1340 للهجرة، عُيّن أحمد باش أعيان رئيساً لبلدية البصرة، فكان مِن أعماله تعميم الكهرباء في جميع شوارع البصرة، ثم أنشئت محطة كهرباء الجبيلة بعد سنة 1934 فزاد الإنتاج وكانت مولداتها تعمل بحرق النفط الأسود حتى سنة 1947 حين بدأ اتخاذ زيت الغاز وقوداً لتوليد الكهرباء بدلاً من النفط الأسود وفي سنة 1955 باشرت شركة الإنكلو - بلجيكية بإنشاء ثلاث محطات، ومنها محطة كهرباء النجيبية بإشراف الحكومة العراقية وفي سنة 1973 أُنشئت محطة كهرباء الشعيبة الغازية ثم أنشئت محطة الهارثة في آذار سنة 1980 ومحطة خور الزبير الغازية ثم أنشئت محطة كهرباء البتروكيمياويات سنة 1988 ثم في سنة 2000 أنشئت محطة كهرباء جديدة بالشعيبة بجانب المحطة القديمة.
وفي تكريت شُيّدت أول محطه كهرباء نوعها دي سي (DC) في أوائل العقد الثالث من القرن العشرين في محلة المزاينة على حافة نهر دجلة،
وفي سامراء بدأ استعمال الكهرباء سنة 1924 حين نُصبت ماكنة توليد سعتها 70 حصاناً في الحضرة العسكرية لإنارة صحنها والروضة والسرداب، وفي عام 1935 نُصبت ماكنة توليد كهرباء في كتف نهر دجلة غرب سامراء، فامتدت الكهرباء إلى الشوارع الرئيسية والأسواق وبعض الدوائر الحكومية وشيء من البيوت ثم شملت الكهرباء باقي المدينة شيئاً فشيئاً،
وفي عام 1958 تم أسّست مصلحة الكهرباء الوطنية التي امتلكت وشغّلت محطات توليد دبس وجنوب بغداد وخطوط النقل والمحطات الفرعية لها التي شيّدها مجلسُ الإعمار، وفي سنة 1975 استحدثت المؤسسة العامة للكهرباء فاندمجت فيها  كل دوائر الكهرباء، ذكر بشير خلَف مدير محطة جنوب بغداد أن إنتاج العراق كان سنة 1983 يفيض عن حاجته، وفي 22 حزيران عام 1999 استحدثت هيئة الكهرباء، ثم صارت وزارة الكهرباء بعد الاحتلال الأمريكي للعراق سنة 2003.

## محطات الكهرباء
- سامراء: بدأ تأسيس محطة سامراء الكهرومائية العملاقة عند سدّة سامراء في 14 تموز سنة 1968 وأنجزت المحطة سنة 1971 وكانت طاقتها 83 ميكاواطاً، بَنَتها شـركةُ زبلن الألمانية،[16] وأنشئت محطة ديزلات سامراء في موقع يبعد 12 كيلومتراً جنوب سامراء، وأُنجزت سنة 2008 وطاقتها 240 ميكاواطاً.[13]
- القيّارة: محطة الشمال الحرارية في القيارة، هي أكبر محطة حرارية في العراق، سعتها ألفان و100 ميغاواط.[17]

## بديل لكهرباء الحكومة

جرّافة من محافظة بغداد تهدم مولدة كهرباء مخالفة للتعليمات سنة 2023

مولّدة كهرباء أهلية يظهر فيها غرفة لإدارة المولدة وتشغيلها، وبجانب الغرفة موقع المولد ووقودها

صاحب مولّدة كهرباء وهو يفتح التيار ويقطعه عن المشتركين في مولدته وتظهر بطاقات خضراء مكتوب عليها اسم كل مشترك بجانب مفتاح التحكم في كهربائه

تُمدّ أسلاك التيار الكهربائي من المولّدات الأهلية إلى البيوت المحيطة بطريقة بدائية مشوهة للبيئة فيها خطورة على السلامة

بعد الاحتلال الأمريكي للعراق سنة 2003، ازداد ضعف الكهرباء، واستحدثت مولّدات أهلية، قيل إن عددها المقدر في سنة 2023 كان 4 ملايين ونصف مليون مولّدة كهرباء تجارية، تعمل بالكاز والديزل، ويشتري أصحابُها الوقودَ من الحكومة بسعر مخفض 250 ديناراً للتر الواحد وفقاً للقانون المرقم (159 لسنة 2022)، واجب المولّدات الأهلية إيصال الكهرباء للبيوت كلما انقطع كهرباءُ الحكومة، فإذا عاد كهرباء الحكومة قَطعَ أصحابُ المولدات تيّار مولداتهم عن البيوت لانتفاء الحاجة، تُوضع المولّدات في وسط المناطق السكنية، يُديرها أشخاص من الأهالي، يمدّون أسلاكاً من موقع المولد إلى البيوت المجاورة مقابل أجر، يستلمه أصحاب المولّدات شهرياً، سعر الأمبير الواحد في سنة 2013 كان 14 ألف دينار عراقي، تعادل 20 دولاراً، يحتاج البيت المتوسط الحجم إلى 10 أمبيرات، إذ إن الأمبير الواحد يكفي لتشغيل مروحتين، فتبقى الحاجة لتشغيل أجهزة أخرى كالثلاجة ومبرّدات الهواء والتدفئة، إذ يحتاج جهاز تبريد الهواء إلى  8 أو 12 أمبيراً، ويكفي الأمبير الواحد لتشغيل مروحتين، ويحتاج المنزل المتوسط إلى 10 أمبيرات من الطاقة لتشغيل الأجهزة الأساسية مثل الثلاجات والمراوح، وفي حزيران سنة 2023 قال الصحفي المتخصص بالشؤون الاقتصادية محمد السلطاني "في المعدل، يصرف العراقيون مليار دولار شهريا لشراء الطاقة، باحتساب أن هناك 10 ملايين منزل في العراق يصرف كل منها 100 دولار فقط شهريا، مليار دولار كافية لتوليد ونقل 1000 ميغاواط، أي أن ما يصرفه العراقيون على المولدات في سنتين كاف لحل مشكلة الكهرباء في البلاد حتى لو تغاضينا عن الهدر الحكومي الكبير في أموال المشاريع".
اضطرّ السكان وأصحاب المتاجر والمطاعم إلى استعمال مولّدات الكهرباء الأهلية بديلاً من الكهرباء الحكومية التي تُسمى (الكهرباء الوطنية) ولكثرة انقطاع الكهرباء الوطنية وازدياد الحاجة لاستعمال المولّدات الأهلية انتشرت المولّدات الأهلية فكانت سبباً لزيادة تلوّث الهواء، ويتفاوت تلويث المولّدة بحسب قدرتها وقِدَمِها ومسافة التباعد بين كل مولدة، وقد استنتجت الباحثة أريج الراوي تقديراً للحد الأدنى للمسافات التي تكون بها تراكيز الانبعاثات السُمّية مسموحاً بها في دراستها لمحلة 903 بالكرادة الشرقية.
| قدرة المولدة واطاً | استهلاكها | التباعد المسموح متراً |
| 1000              |           | 23                   |
| 550               | قديمة     | 20                   |
| 550               | حديثة     | 15                   |
| 440               | حديثة     | 16                   |
| 350               | حديثة     | 15                   |
| 250               | حديثة     | 16                   |
| 250               | قديمة     | 14                   |
| 150               | حديثة     | 11                   |
| 150               | قديمة     | 13                   |

### شكاوى المولدات

موظفو محافظة بغداد وهم يعلقون إعلاناً لإغلاق مولّدة مخالفة للتعليمات

كثيراً ما يشتكي أصحابُ البيوت والمحلات التجارية المشتركون في مولّدات أهلية من عدم كفاية التيار الذي يوصله إليهم أصحابُ المولّدات حين تقنطع كهرباء الحكومة، إذ إنهم يفترضون أن أصحاب المولدات يوصلون لهم التيار الكهربائي كلما انقطعت كهرباء الحكومة، مهما طالت ساعات انقطاع الكهرباء الحكومية، وأما أصحاب المولدات الأهلية فإنهم يشتكون من طول ساعات انقطاع الكهرباء الحكومي الذي يوجب عليهم في أثنائه إيصال الكهرباء للمشتركين وهذا في نظرهم يؤدي إلى خسارتهم، إذ يرون أن الأجرة التي يأخذونها لا تعادل الكهرباء التي يقدمونها للأهالي، وأما الحكومة فإنها تسعى لحل المشكلة بفرض قوانين لتسعيرة الكهرباء، وتفرض على أصحاب المولدات الأهلية أن يوصلوا كهرباءهم كلما انقطعت كهرباء الحكومة، فلا يستجيب بعض أصحاب المولدات ويقطعون الكهرباء حين يجدون أن المشترك قد استوفى استحقاقه على قدر الثمن المدفوع، فتتصدى الحكومة لبعض أصحاب المولدات وتُلغي تراخيصهم وتهدم مواقع مولّداتهم، قال حامد عبد الحسين الجبوري "حيث تدخلت الدولة في تحديد العلاقة بين الطرفين، حيث يقوم الطرف الأول (المولدات الأهلية) بتجهيز الطرف الثاني(المواطنين) بعدد ساعات معينة ومحددة مقابل أجور محددة يدفعها الطرف الثاني للطرف الأول، وتقوم الدولة بتزويد الطرف الأول بكمية محددة من الوقود اللازمة لتشغيل المولدات وفقاً لعدد الامبيرات. وبهذا التحديد، أصبحت المسألة قانونية أكثر مما هي اقتصادية، إذ إن من يخالف تعليمات الدولة بخصوص عمل المولدات سيتحمل التبعات القانونية، والنتيجة هي حرمان الطرفين من اكتساب الفوائد الاقتصادية، وكثيراً ما يشعر الطرفان بالإجحاف والظلم، يشكو الطرف الثاني من الظلم نتيجة تأخر التشغيل عند انطفاء الخط الوطني، أو ارتفاع أجور الامبيرات في بعض المناطق البعيدة عن أنظار الدولة أو كونه مجبر على دفع أجور الامبيرات خارج فصل الصيف ولا يستطيع تخفيض عدد الامبيرات خوفاً من حرمانه منها في فصل الصيف القادم كعقوبة من قبل الطرف الأول أو بحكم عدم إتاحتها بحكم زيادة الطلب عليها بالتزامن مع ارتفاع درجات الحرارة.  
الطرف الأكثر تضرراً في هذا الموضوع هو الطرف الثاني، المواطنين، كونهم يدفعون أموالاً دون مقابل أو بالأحرى يحصلون على مقابل اقل من استحقاقهم، إذ يدفع المواطنون أجوراً في الفصول الأخرى غير الصيف أقل عند مقارنتها بأجور فصل الصيف، وإن الأخيرة ترتفع أوقات الأزمات وباستمرار في بعض المناطق؛ للمولدات الأهلية في فصل الشتاء دون أن يكافئ هذه الأجور ساعات تجهيز كافية، فأصبح المواطنون يشعرون بالظلم، ونتيجة لعدم اعتماد مبادئ اقتصاد السوق في قطاع الكهرباء بشكل عام وملف المولدات الأهلية بشكل خاص، يمكن القول إن المشكلة بين الطرفين أصبحت مشكلة أزلية، وكل منهما يشعر بالإجحاف والظلم وسيظل بعضهما يشكو من البعض الآخر خصوصاً عند إقبال فصل الصيف من كل عام. وما سبب هذه المشكلة الأزلية إلا الدولة كونها تخضع قطاع الكهرباء بمختلف عملياته الاقتصادية لهيمنتها من جانب والتدخل في عمل المولدات الأهلية من جانب آخر.".

## الإعفاء من الأجور
تُعفى بعض الفئات والمؤسسات من جباية أجور الكهرباء، ومن ذلك:
- الجوامع والمعابد والكنائس المسيحية والبِيَع اليهودية: أُعفيت من أجور الكهرباء في عهد رئيس الوزراء طاهر يحيى في نيسان سنة 1964،[22][23] ثم وفقاً لقرار مجلس قيادة الثورة الصادر في 2 شباط سنة 1970،[24] وصدر قرار من مجلس قيادة الثورة في عهدالرئيس أحمد حسن البكر متضمن إعفاء الجوامع والمعاهد الدينية التي لا مورد لها،[25] وقد ظلّ هذا القرار نافذاً حتى فترة ما بعد الاحتلال الأمريكي للعراق سنة 2003، غيرَ أن وزارة الكهرباء أخذت تجبي أجور الكهرباء من الكنائس في سنة 2016، فاشتكى عليهم رعد جليل كجه جي رئيس ديوان أوقاف الديانات المسيحية والأيزيدية والصابئة المندائية في كانون الأول سنة 2018، فحكمت المحكمة على وزارة الكهرباء بأن تردّ الأجور التي استلمتها إلى الكناس.[26]
- ذوو الشهداء: صدر قرار في 10 كانون الثاني سنة 2023، لإعفاء ذوي الشهداء.[27]